# Мінґайни
Мінґайни (пол. Mingajny, нім. Migehnen) — село в Польщі, у гміні Орнета Лідзбарського повіту Вармінсько-Мазурського воєводства.
Населення — 481 особа (2011).
У 1975-1998 роках село належало до Ельблонзького воєводства.

## Демографія
Демографічна структура станом на 31 березня 2011 року:
|          | Загалом | Допрацездатний вік | Працездатний вік | Постпрацездатний вік |
| -------- | ------- | ------------------ | ---------------- | -------------------- |
| Чоловіки | 259     | 61                 | 169              | 29                   |
| Жінки    | 222     | 44                 | 124              | 54                   |
| Разом    | 481     | 105                | 293              | 83                   |